# Taylor Hills
Taylor Hills är kullar i Antarktis. De ligger i Östantarktis. Nya Zeeland gör anspråk på området. Den högsta toppen i Taylor Hills är 638 meter över havet.
Terrängen runt Taylor Hills är huvudsakligen kuperad, men åt nordost är den platt. Trakten är obefolkad. Det finns inga samhällen i närheten.